# Liste des Sahabas non-Arabes
Mahomet avait de nombreux adeptes parmi les Arabes, de nombreuses tribus différentes. Cependant, il avait également de nombreux compagnons non-arabes, de nombreuses ethnies différentes. Certains de ces non-Arabes étaient parmi les individus les plus aimés et les plus fidèles à Mahomet. L'inclusion de ces non-Arabes parmi les adeptes originaux de Mahomet et de l'Islam représente l'universalité du message de l'Islam.[réf. nécessaire]

## Sources classiques

### Afro-Arabes
- Bilal ibn Ribah, premier muezzin (récitateur de l'Adhan) de l'histoire. Il est né esclave d'une mère abyssinienne et d'un père arabe, mais a été libéré par Abu Bakr as-Siddiq.
- Wahshi ibn Harb - C'était un Abyssin également esclave qui a tué Hamza ibn Abdul-Muttalib lors de la bataille d'Uhud pour gagner sa liberté avant d'accepter l'Islam et aurait ensuite tué Musaylima dans les guerres de Ridda.
- Umm Ayman - Une Abyssinienne et la nourrice de Mahomet, elle était ce qui se rapproche le plus d'une mère pour lui (après la mort de sa propre mère quand il était enfant). Elle était la mère d'Oussama ibn Zayd et d'Ayman ibn Ubayd.
- Ayman ibn Ubayd - Fils d'Umm Ayman et demi-frère d'Oussama ibn Zayd. Ayman a été tué au cours de la bataille de Hunayn.
- Usama ibn Zayd - Fils d' Umm Ayman. Général éminent au début du Califat Rashidun.
- Al-Nahdiah - Elle s'est convertie à l'Islam alors qu'elle était esclave, mais a refusé d'abandonner sa nouvelle foi même après avoir été torturée et persécutée par son maître. Elle a ensuite été libérée de l'esclavage.
- Lubaynah - Convertie à l'Islam alors qu'elle était esclave, mais a refusé d'abandonner sa nouvelle foi même après avoir été persécutée par son maître. Elle a ensuite été libérée de l'esclavage.
- Umm Ubays - Convertie à l'Islam alors qu'elle était esclave, mais a refusé d'abandonner sa nouvelle foi même après avoir été torturée et persécutée par son maître. Elle a ensuite été libérée de l'esclavage. Elle était la fille d'Al-Nahdiah.
- Sumayyah bint Khabbat - Une des premières femmes à embrasser l'Islam et plus tard à être tuée à cause de sa foi par le polythéiste Banu Makhzum. Elle est la première personne à être tombée pour la cause de l'Islam, selon les sources de l'époque. Elle est décrite dans les sources comme étant à la peau noire. Les sources supposent qu'elle était d'origine éthiopienne. [1],[2]

### Perses
- Salman al-Farsi - Il est né dans la religion Zoroastrisme en Perse, mais il s'est converti au Christianisme ce qui lui vaudra le bannissement par son père. Il fit un long voyage à la recherche de la vérité. Il a finalement atteint sa destination en Arabie, quand il a rencontré Mahomet et s'est converti à l'Islam. C'était sa suggestion de construire une tranchée dans la bataille de la Tranchée qui a finalement abouti à une défaite pour les forces ennemis des musulmans.
- Fayruz al-Daylami - Membre d'Al-Abnāʾ au Yémen, il a été envoyé par Mahomet pour vaincre Aswad Ansi, qui a revendiqué la prophétie au Yémen.
- Munabbih ibn Kamil - C'était un chevalier perse. Il avait deux fils, tous deux érudits islamiques.
- Salim Mawla Abu-Hudhayfah - C'était un musulman très respecté et apprécié (parmi ses compagnons musulmans), décédé en combattant les forces de Musaylimah pendant les guerres d'apostasie. Umar ibn al-Khattāb a suggéré qu'il aurait désigné Salim comme son successeur du califat s'il était encore en vie.

### Romains
- Harithah bint al-Muammil - Convertie à l'Islam alors qu'elle était esclave, mais a refusé d'abandonner sa nouvelle foi même après avoir été persécutée à un tel point qu'elle a perdu la vue. Elle a ensuite été libérée de l'esclavage. Umm Ubays était sa sœur.
- Suhayb le Romain - Ancien esclave de l'Empire byzantin qui est devenu un compagnon de Mahomet et un membre de la première communauté musulmane. Il a été le gardien du califat et l'imam des musulmans en prière pendant qu'Omar Ier était sur son lit de mort jusqu'à la nomination de son successeur, Uthman ibn Affan.

### Coptes égyptiens
- Maria al-Qibtiyya - était une esclave qui est devenue l'une des épouses[réf. nécessaire] de Mahomet, elle était la mère du troisième fils de Mahomet, Ibrahim.
- Sirin - était l'épouse de Hassan ibn Thabit, qui était l'un des poètes arabes les plus célèbres de l'époque. Maria al-Qibtiyya était sa sœur.

### Juifs
- Abdullah ibn Salam - Il était rabbin avant sa conversion à l'Islam. Il a été le premier musulman à qui a été explicitement promis Jannah (paradis) par Mahomet, alors qu'il était encore en vie. Il est crédité comme l'homme qui a participé à la plupart des batailles à l'époque du Prophète. Il était un expert dans la lecture de la Bible hébraïque, sa langue maternelle, et il a été chargé par le Prophète de documenter le Coran.
- Safiyya bint Huyayy - Elle était l'une des épouses de Mahomet.
- Rayhana - Également l'une des épouses de Mahomet.

### Assyriens
- Khabbab ibn al-Aratt - L'un des premiers convertis à l'Islam, il était un Chaldéen de la région de Yamama.
- Addas - C'était un jeune garçon esclave chrétien (originaire de Ninive) qui fut la première personne de Taif à se convertir à l'Islam.

### Kurde
- Jaban al-Kurdi - Dans l'année 18 du calendrier hégirien, il est retourné au Kurdistan pour prêcher l'Islam dans son pays natal. Il est le rapporteur de 10 hadith. Son fils Abu Basir a fait partie de la génération des enfants des Sahabas et a participé a la vie de Médine.

## Selon la légende locale

### Comoriens
- Fey Bedja Mwamba - Selon la légende comorienne, il était un noble comorien qui a amené l'Islam aux Comores en visitant la Mecque du vivant de Mahomet où il s'est converti à l'Islam.
- Mtswa Mwandze - Selon la légende comorienne, il était un noble comorien qui a amené l'islam aux Comores en visitant la Mecque du vivant de Mahomet où il s'est converti à l'Islam.

### Indien
- Cheraman Perumal - Roi Chera du Kerala, dans le sud-ouest de l'Inde (aujourd'hui Kerala) qui a voyagé en Arabie et s'est converti à l'Islam.[réf. nécessaire]

### Afghan
- Qais Abdur Rashid (également connu sous le nom d'Impraul Qais Khan) -ancêtre légendaire et peut-être fictif des Pachtounes, qui a voyagé de Zhob, en Afghanistan, aujourd'hui au Baloutchistan, au Pakistan en Arabie pour rencontrer Mahomet et y a embrassé l'Islam, avant de retourner à son peuple et de présenter eux à la foi.

## Voir également
- Al-Najashi - Il était le roi du Royaume d'Aksoum qui a permis à un certain nombre de musulmans (qui étaient persécutés par les païens d'Arabie) de vivre en toute sécurité sous sa protection dans son royaume. Il s'est ensuite converti à l'Islam et à sa mort, Mahomet a observé la prière par contumace pour lui[3].
- Badhan (gouverneur perse) - Il était le gouverneur persan sassanide du Yémen qui s'est converti à l'Islam après que l'une des prophéties de Mahomet se soit avérée correcte. En conséquence, chaque Perse au Yémen a suivi son exemple et s'est également converti à l'Islam. Il a ordonné à la première mosquée en dehors de l'Arabie d'être construite dans la ville portuaire perse de Cylan.